# Nationale Indikatorprojekt
Det Nationale Indikatorprojekt, forkortet NIP, var et projekt, som skulle bidrage til kvalitetsudviklingen i det danske sundhedsvæsen. Projektet omhandlede udvikling, afprøvning og implementering af indikatorer og standarder for kvaliteten af sundhedsvæsenets kerneydelser (den faglige kvalitet). Projektet blev etableret i 1999 og ophørte pr. 1. januar 2012.
Det Nationale Indikatorprojekt dækkede otte sygdomsområder: akut mave-tarm-kirurgi, apopleksi, diabetes, hjerteinsufficiens, hoftenære frakturer, KOL, lungecancer og skizofreni.
Det Nationale Indikatorprojekt blev etableret i et samarbejde mellem amterne, H:S, Amtsrådsforeningen, Den Almindelige Danske Lægeforening (DADL), Dansk Medicinsk Selskab (DMS), Dansk Sygeplejeråd (DSR), de faglige sammenslutninger på sygeplejeområdet, Danske Fysioterapeuter mv., Ergoterapeutforeningen, Center for Evaluering og Medicinsk Teknologivurdering, Indenrigs- og Sundhedsministeriet og Sundhedsstyrelsen.